# Alice Guionnet
Pour les articles homonymes, voir Guionnet.
Alice Guionnet, née le 24 mai 1969, est une mathématicienne française.

## Biographie
Alice Guionnet étudie à partir de 1989 à l'École normale supérieure et obtient son doctorat en 1995 sous la direction de Gérard Ben Arous à l'université Paris-Sud, avec une thèse intitulée Dynamique de Langevin d'un verre de spins.
Elle est directrice de recherche au CNRS depuis 2005 (et DR de première classe depuis 2015) dans l'Unité de mathématiques pures et appliquées de l'École normale supérieure de Lyon,.

## Travaux
Alice Guionnet est connue pour ses travaux sur les grandes matrices aléatoires.Dans ce cadre, elle a développé la théorie des grandes déviations pour les valeurs propres de grandes matrices aléatoires, notamment  avec Gérard Ben Arous, 
Ofer Zeitouni (en) et Jonathan Husson, appliqué la théorie de la concentration de la mesure, initié l’étude rigoureuse des matrices à queue lourde et obtenu la convergence de la mesure spectrale de matrices non-normales. Elle a développé l’analyse des équations de Dyson-Schwinger afin d’obtenir des développements topologiques asymptotiques,, et étudier les fluctuations des bêta-modèles et des pavages aléatoires. Avec Alessio Figalli,, elle a introduit la notion de transport approché afin de démontrer l’universalité des fluctuations locales.
Alice Guionnet a également démontré des résultats importants en probabilités libres en comparant les entropies de Voiculescu, construisant avec Vaughan Jones et Dimitri Shlyakhtenko une tour de sous-facteurs à partir d’algèbres planaires de tout indice et établissant des isomorphismes entre les algèbres de von Neumann générées par les variables q-gaussiennes en construisant des transports libres.

## Distinctions
L'Institut de recherches mathématiques d'Oberwolfach lui décerne en 1998 son prix d'Oberwolfach.
En 2003, ses travaux de probabiliste sont récompensés par le prix Rollo-Davidson. En 2006, l'Académie des sciences française lui décerne son prix Paul Doistau-Émile Blutet.
En 2009, elle reçoit le prix Loève pour ses travaux sur les matrices aléatoires, la plus prestigieuse récompense internationale dans le domaine des probabilités, et en 2010, Alice Guionnet est lauréate de la médaille d'argent du CNRS. En 2013, elle est lauréate des Colloquium Lectures (AMS) de l'American Mathematical Society.
En 2004, elle est conférencière invitée au 4e Congrès européen de mathématiques, avec une conférence intitulée A probabilistic approach to some problems in von Neumann Algebras. 
En 2006, elle est conférencière invitée au Congrès international des mathématiciens à Madrid, avec une conférence intitulée Random matrices and enumeration of maps.
En 2017, elle est élue à l'Académie des sciences.
En 2018, elle est lauréate de la médaille Blaise-Pascal de l’Académie européenne des sciences (EurASc).
En 2020, elle reçoit une bourse Advanced Grant de 2,5 millions d'euros du conseil européen de la recherche pour son projet LDRaM, Large Deviations in Random Matrix Theory.
En 2021, elle est invitée comme conférencière plénière au Congrès international des mathématiciens de 2022.
En 2022, elle est élue membre de l'Académie nationale des sciences des États-Unis depuis 2022. 
Elle est chevalier de la Légion d’honneur depuis 2012.

## Publications choisies
- avec Greg W. Anderson et Ofer Zeitouni (en), Introduction to Random Matrices, Cambridge University Press, coll. « Cambridge Studies in Advanced Mathematics volume=118 », 2009, xiv+485 (ISBN 9780511801334, DOI 10.1017/CBO9780511801334, présentation en ligne, lire en ligne)
- Large Random Matrices – Lectures on Macroscopic Asymptotics : École d'été des probabilités de Saint-Flour 2006, Springer, coll. « Lecture Notes in Mathematics », 2009, xii+294 (ISBN 978-3-540-69896-8, DOI 10.1007/978-3-540-69897-5)
- « Central limit theorem for non linear filtering and interacting particle systems », Annals of Applied probability, vol. 9, no 2,‎ 1999, p. 275-297 (MR 1687359)
- Dynamique de Langevin d'un verre de spins (thèse de doctorat), université Paris 11, 1995
- avec  Manjunath Krishnapur et Ofer Zeitouni, « The single ring theorem », Annals of Mathematics, vol. 174,‎ 2011, p. 1189-1217
- « « Laplace, le hasard et ses lois universelles », conférence « Un texte, une mathématicienne » organisée par la Bibliothèque nationale de France et la Société mathématique de France », sur Youtube, 6 avril 2011 (consulté le 18 mars 2023)
- Mécanismes de bord complexes pour le processus d'exclusion simple totalement asymétrique
- Large deviations and stochastic calculus for large random matrices, Probability Surveys vol. 1, p. 72-172, 2004
- «Asymptotics of random matrices and related models. The uses of Dyson- Schwinger equations.» de A. Guionnet en 2019. Cet ouvrage a été publié pour le Conseil des Sciences mathématiques de la Société des Sciences Mathématiques de Providence, aux États Unis d'Amérique.  (ISBN 978-1-4704-5027-4)